# Piața Lucian Blaga din Cluj-Napoca
Piața Lucian Blaga (Piața Păcii până în 1995, în maghiară Béke tér) este una din piețele centrale din Cluj-Napoca. Pe latura sudică se află Casa de Cultură a Studenților “Dumitru Fărcaș”, pe latura vestică este Biblioteca Centrală Universitară, la nord este strada Petru Maior care duce spre Primăria Clujului, iar la est este strada Napoca care face legătura cu Piața Unirii. Este numită după scriitorul Lucian Blaga.

## Galerie de imagini

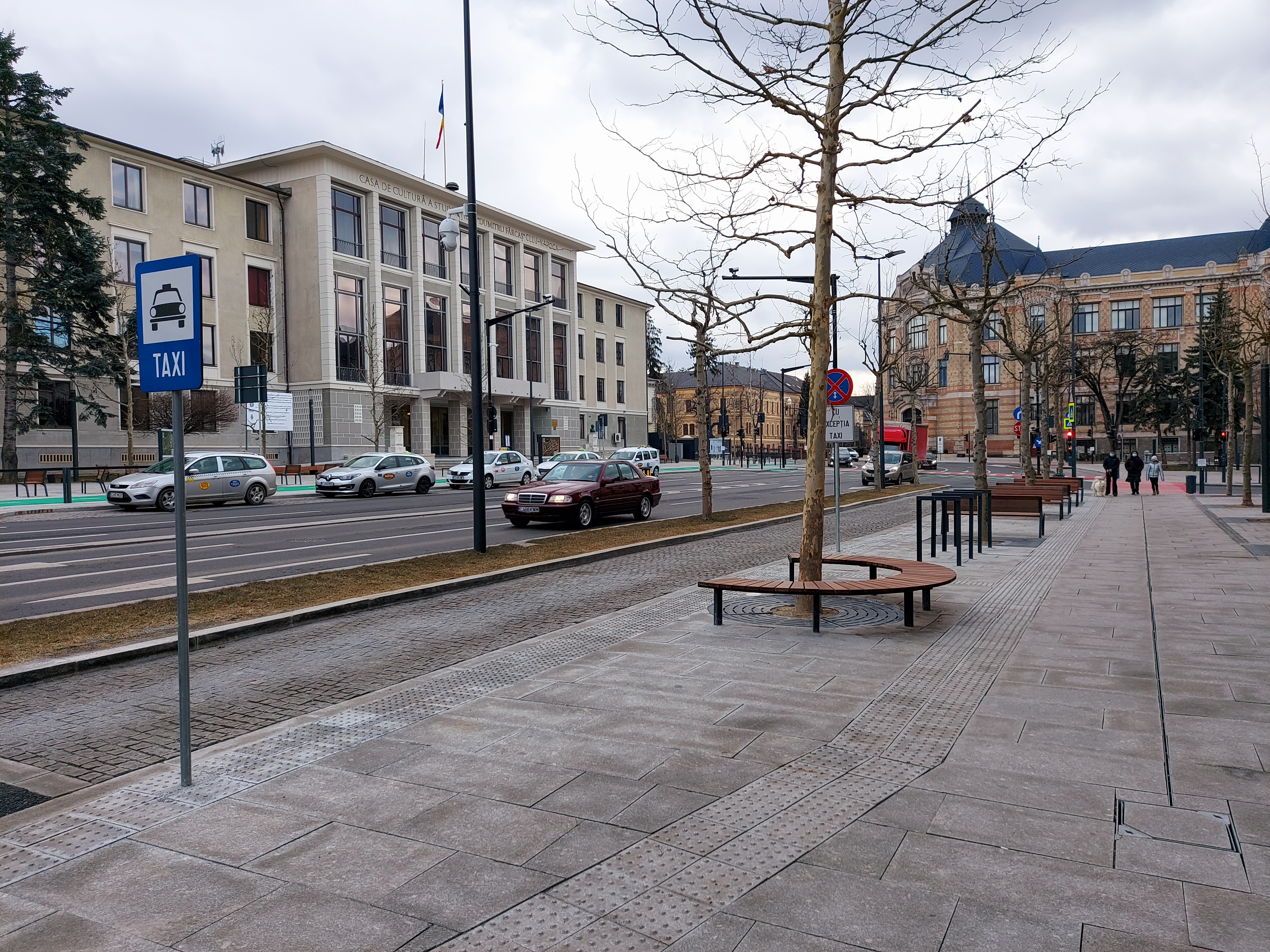
Vedere din nord
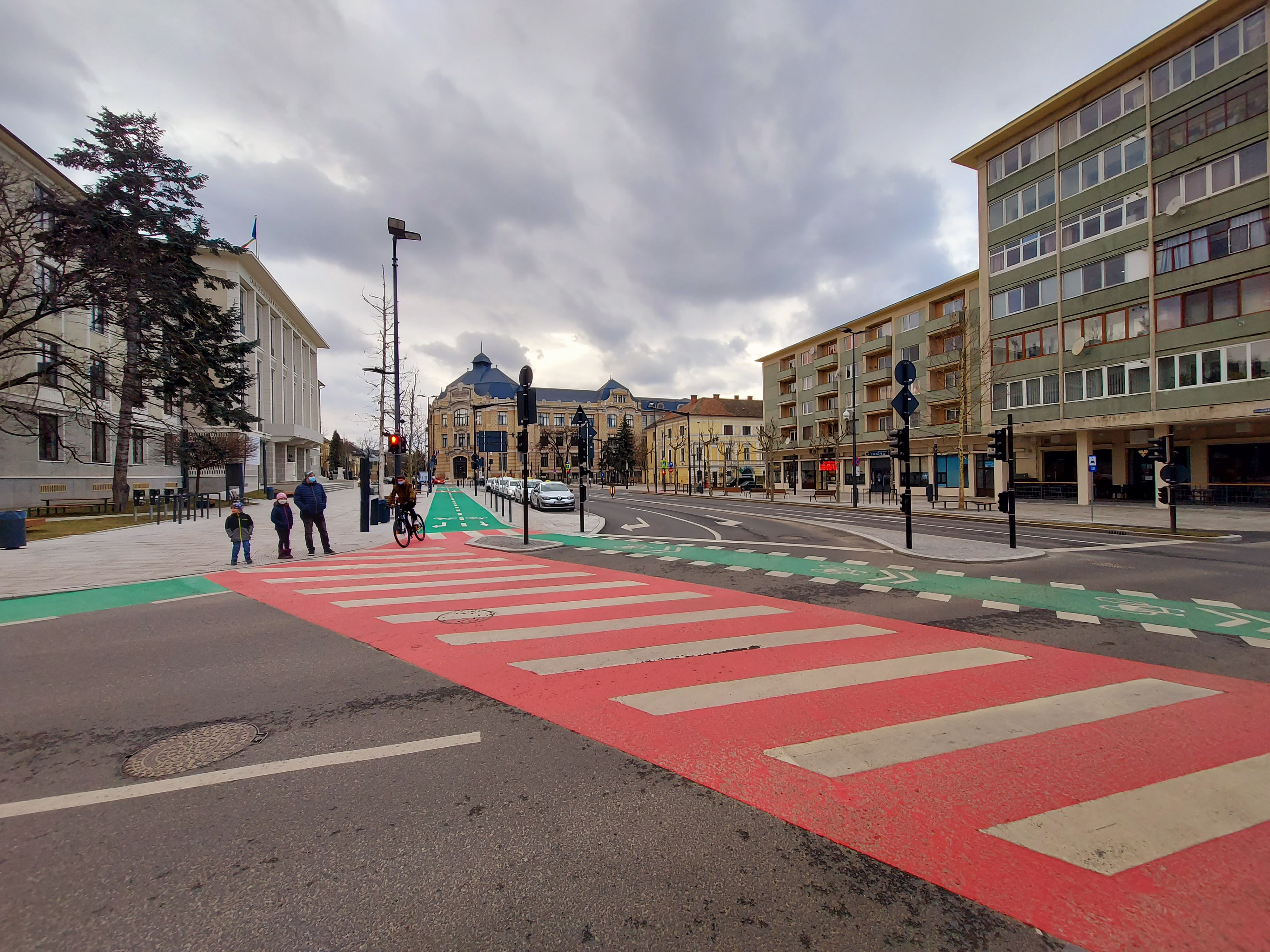
Vedere din est
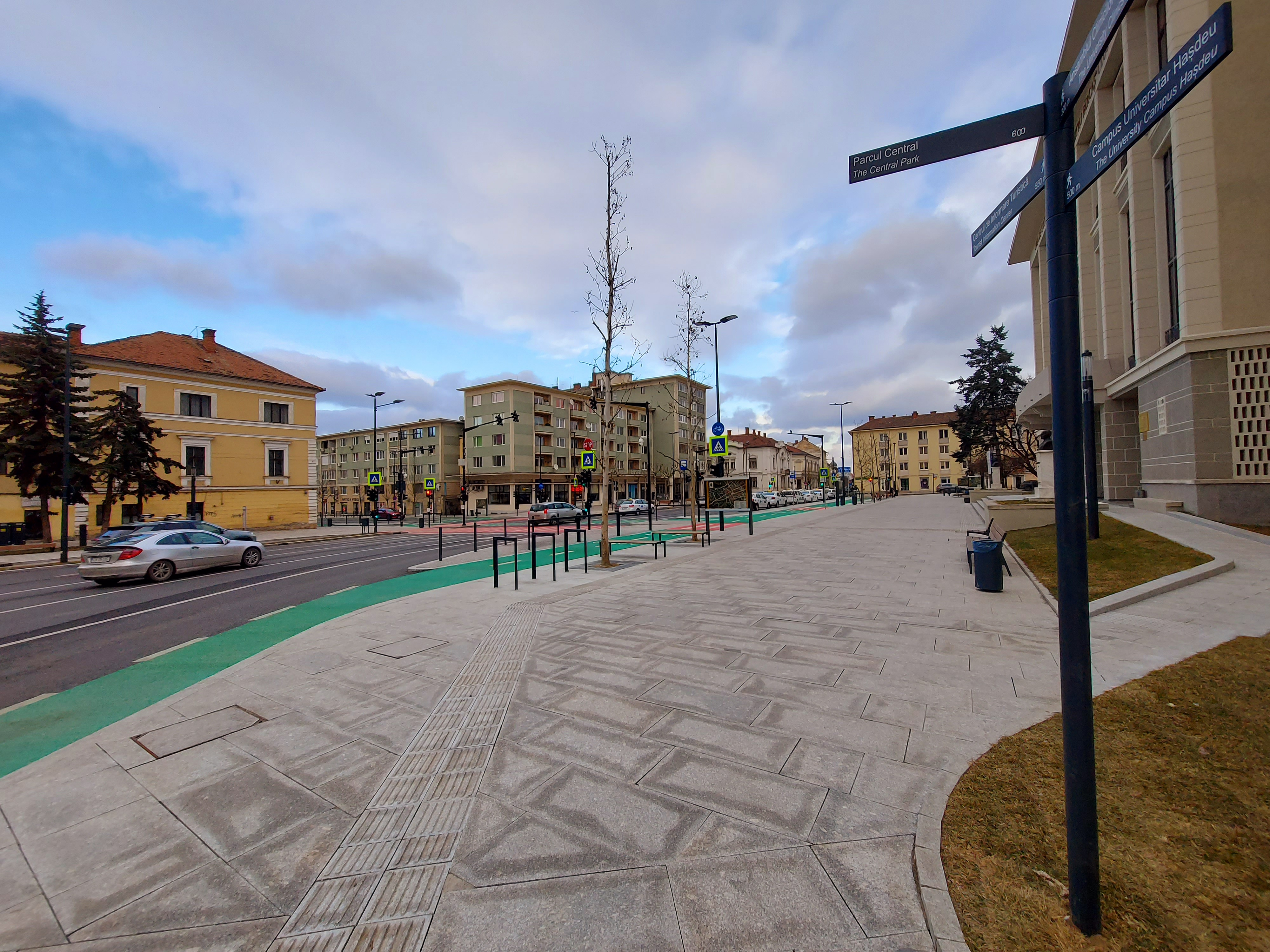
Vedere din vest
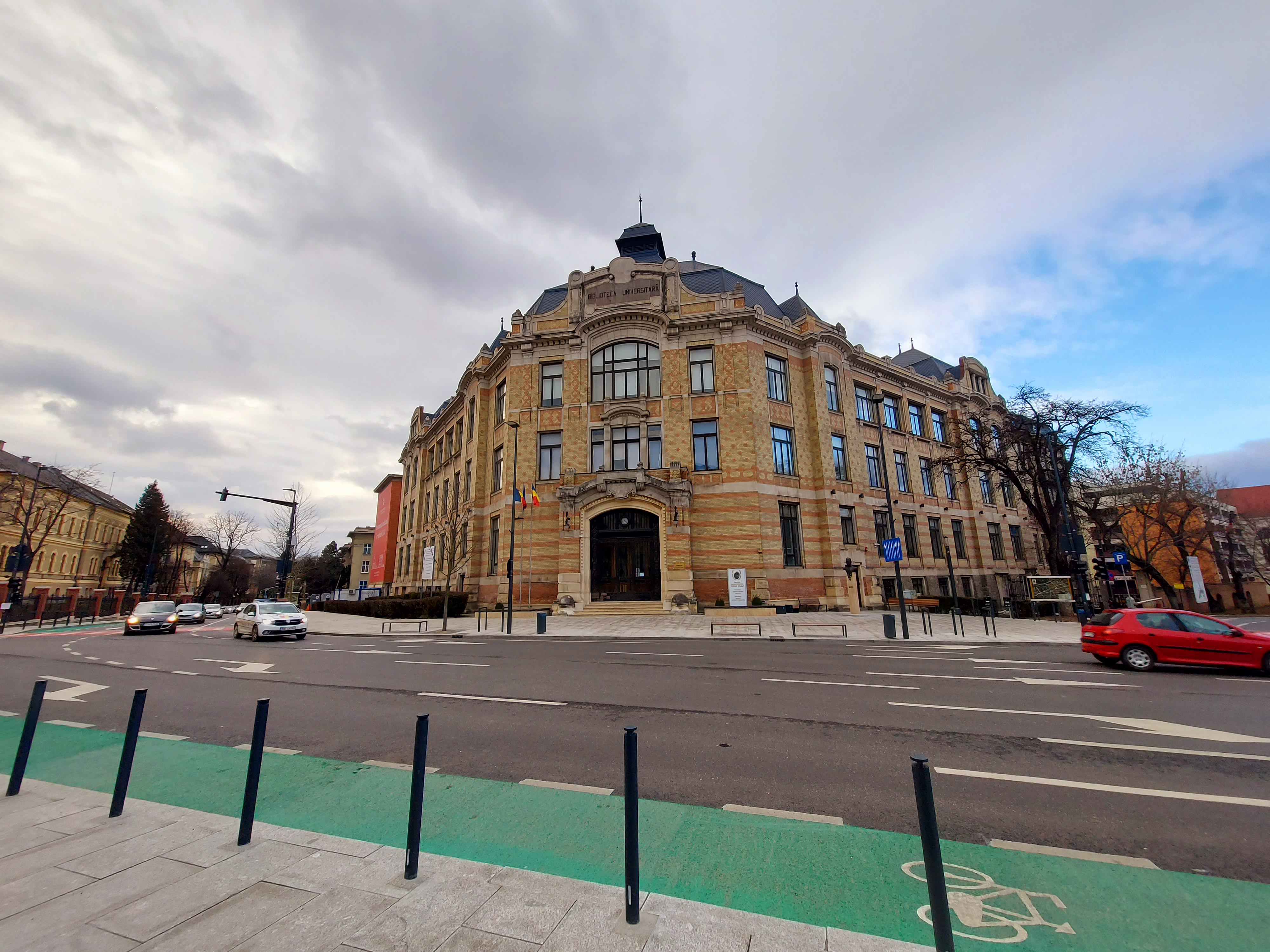
Biblioteca Centrală Universitară
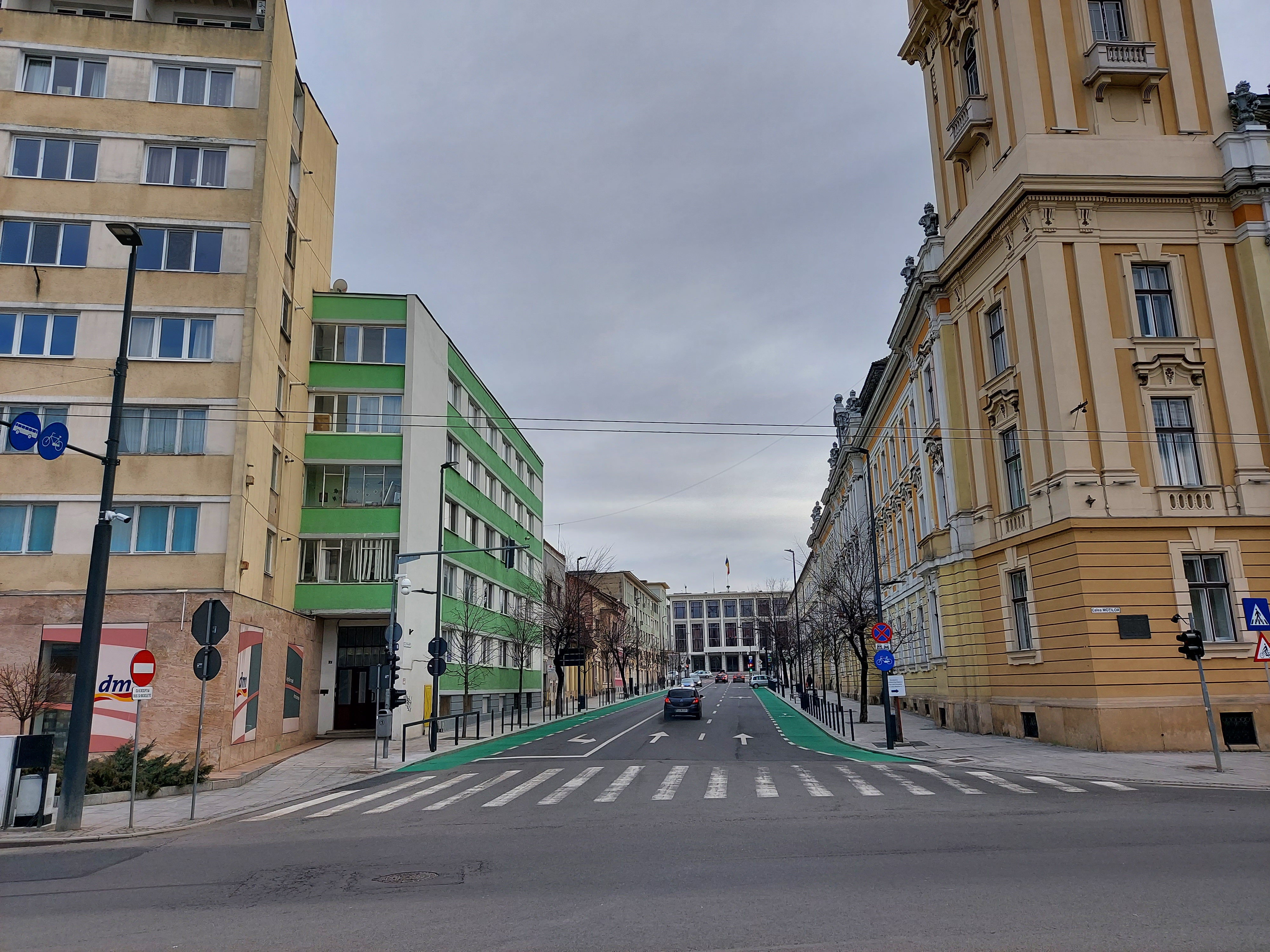
Strada Petru Maior, spre piața Lucian Blaga
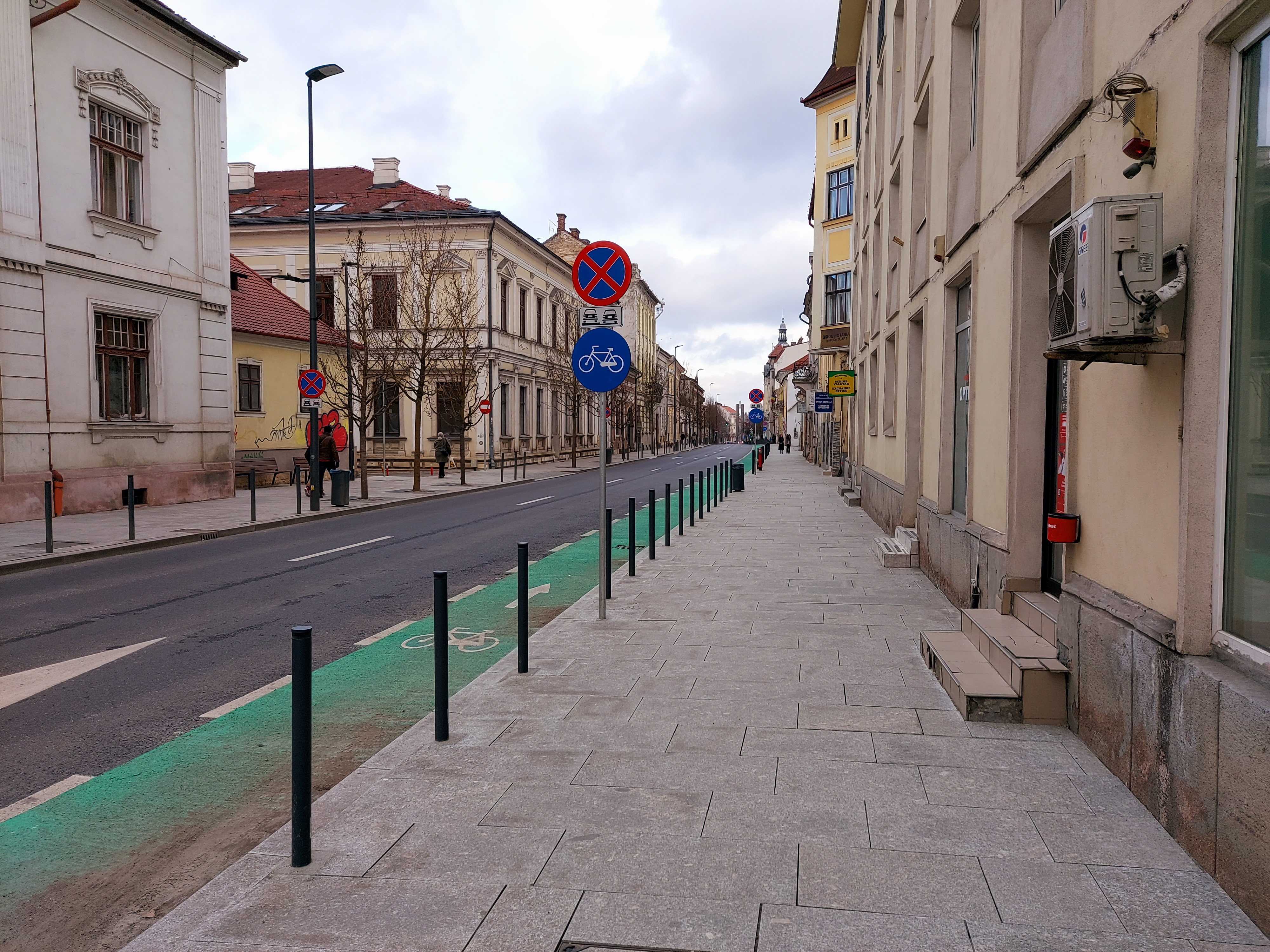
Strada Napoca, spre Piața Unirii
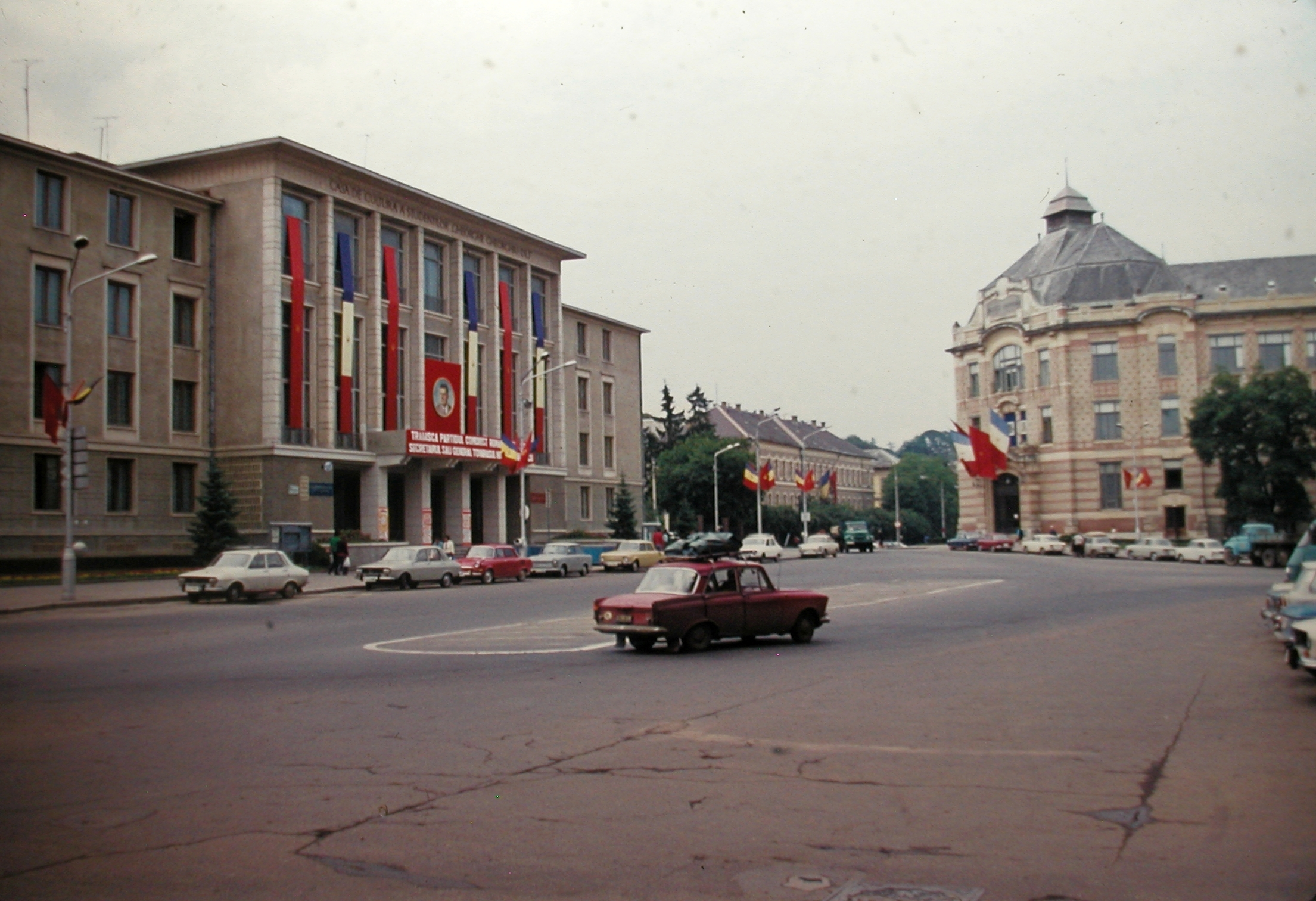
Piața Păcii în anul 1975